# Aiteta spatulata
Aiteta spatulata är en fjärilsart som beskrevs av Schultze 1907. Aiteta spatulata ingår i släktet Aiteta och familjen trågspinnare. Inga underarter finns listade i Catalogue of Life.